# Numer NSN

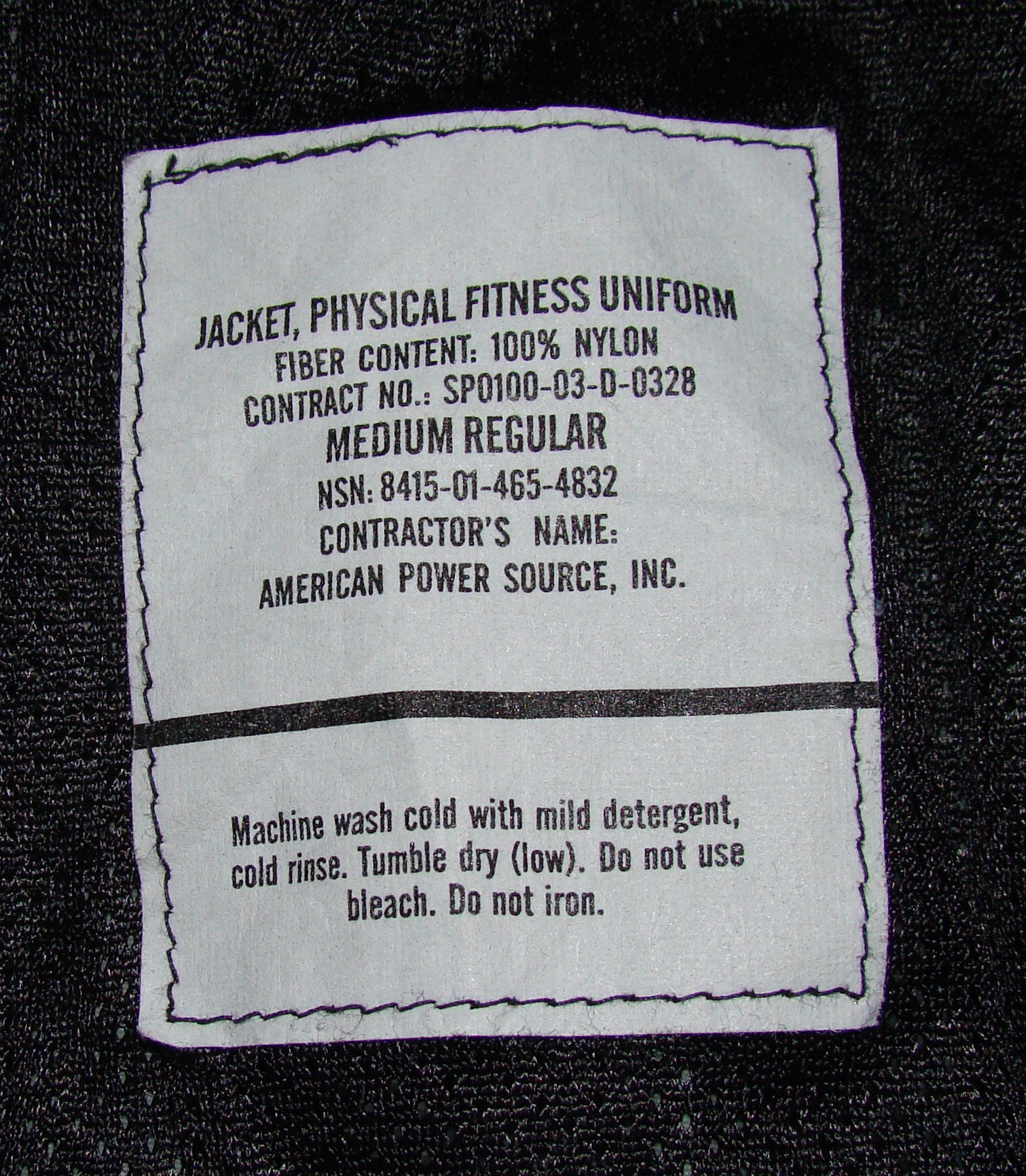
Metka amerykańskiej bluzy IPFU - widoczny numer NSN: 8415-01-465-4832

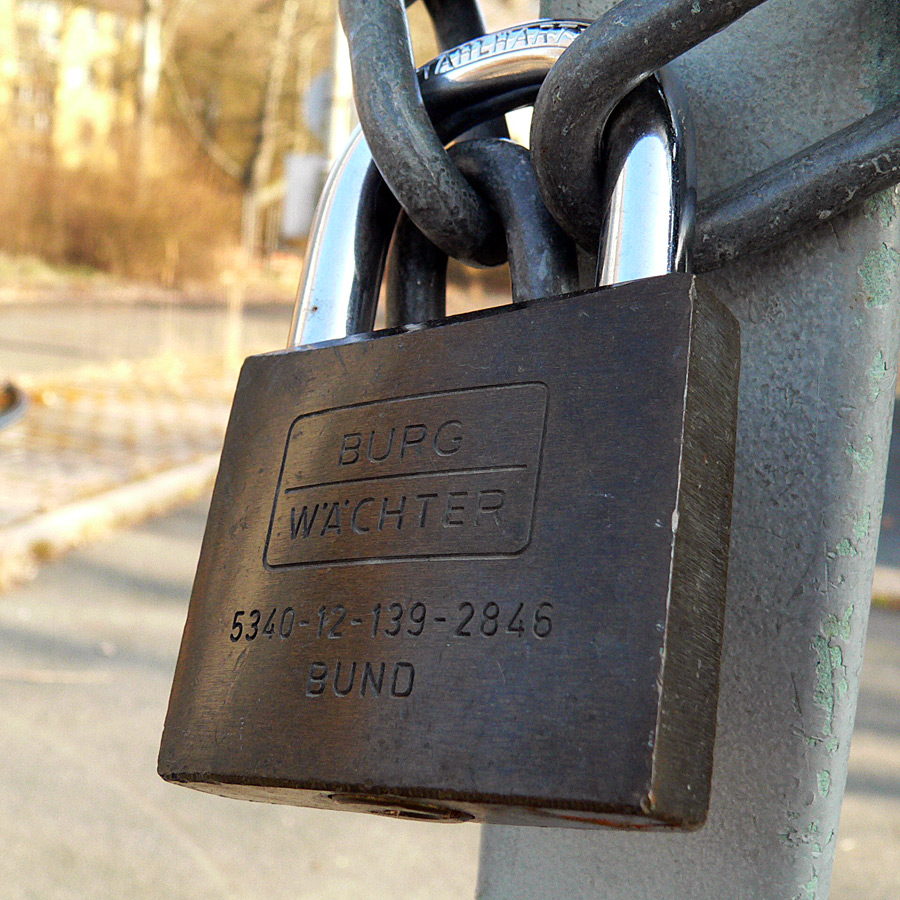
Niemiecka kłódka z wytłoczonym numerem NSN

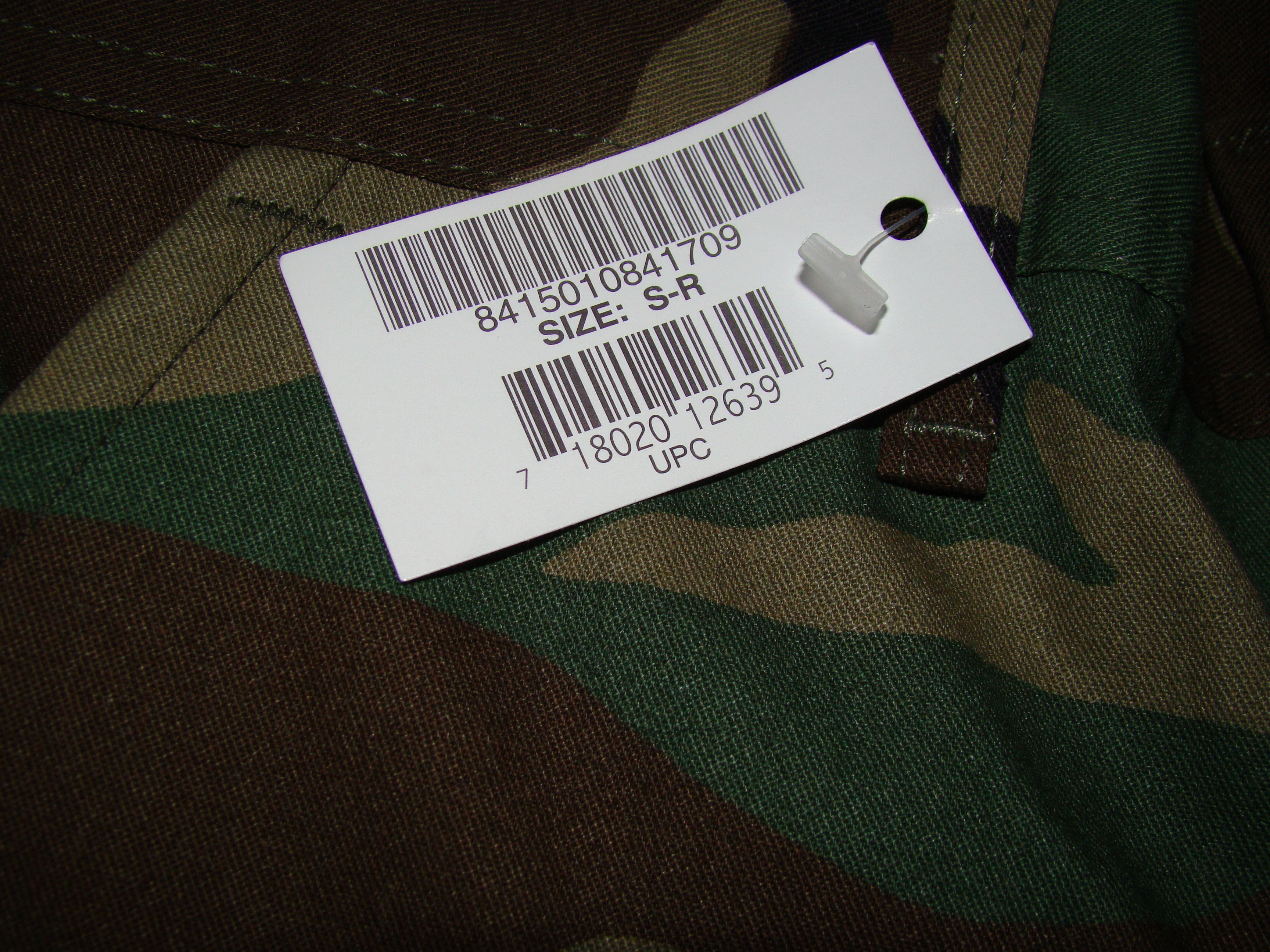
Papierowa metka doczepiona do spodni BDU z numerem NSN w formie kodu kreskowego

Numer NSN (ang. NATO Stock Number lub National Stock Number) – 13 cyfrowy numer (kod) magazynowy obowiązujący w NATO, który identyfikuje poszczególne wyroby materialne dla wojska (np. uzbrojenie, sprzęt wojskowy, poszczególne sorty mundurowe, oporządzenie, itp.). Początkowo używany w Siłach Zbrojnych USA, z czasem (w związku ze standaryzacją wewnątrz NATO) przyjęty w całym pakcie północnoatlantyckim, a nawet i w państwach nienależących do paktu.

## Struktura
Numer NSN tworzy 13 cyfr w układzie XXXX-XX-XXX-XXXX. 
Pierwsze cztery stanowią Kod Klasyfikacji Zaopatrzenia NATO (NSC-NATO Supply Classification). Przypisują one wyrób do grupy i klasy wyrobów mu podobnych. Kolejne dwie to kod biura kodyfikacyjnego (NCB-National Codification Bureau), które nadało dany NSN - w praktyce tożsame z określeniem kraju pochodzenia. Końcowe siedem cyfr to indywidualny kod danego wyrobu, określający np. nazwę przedmiotu, rozmiar, kolor, itp.

### Przykładowy numer NSN
Przykładowy numer NSN: 8415-01-538-6739 (Bluza polarowa z systemu ECWCS gen. III).
8415 – Grupa wyrobów: Umundurowanie i oporządzenie
01 – Kod biura kodyfikacyjnego/kraj pochodzenia: USA
5386739 – Indywidualny kod wyrobu: w tym wypadku Jacket, Cold Weather ECWCS GEN III w rozmiarze Small Regular koloru Foliage Green.

### Kody poszczególnych biur kodyfikacyjnych
- 00 lub 01 - USA
- 11 - NATO
- 12 - Niemcy
- 13 - Belgia
- 14 - Francja
- 15 - Włochy
- 16 - Czechy
- 17 - Holandia
- 18 - RPA
- 19 - Brazylia
- 20 lub 21 - Kanada
- 22 - Dania
- 23 - Grecja
- 24 - Islandia
- 25 - Norwegia
- 26 - Portugalia
- 27 - Turcja
- 28 - Luksemburg
- 29 - Argentyna
- 30 - Japonia
- 31 - Izrael
- 32 - Singapur
- 33 - Hiszpania
- 34 - Malezja
- 35 - Tajlandia
- 36 - Egipt
- 37 - Korea Południowa
- 38 - Estonia
- 39 - Rumunia
- 40 - Słowacja
- 41 - Austria
- 42 - Słowenia
- 43 - Polska
- 44 - ONZ
- 45 - Indonezja
- 46 - Filipiny
- 47 - Litwa
- 48 - Fidżi
- 49 - Tonga
- 50 - Bułgaria
- 51 - Węgry
- 52 - Chile
- 53 - Chorwacja
- 54 - Macedonia Północna
- 55 - Łotwa
- 56 - Oman
- 64 - Szwecja
- 66 - Australia
- 70 - Arabia Saudyjska
- 71 - Zjednoczone Emiraty Arabskie
- 98 - Nowa Zelandia
- 99 - Wielka Brytania